# Batlavské jezero

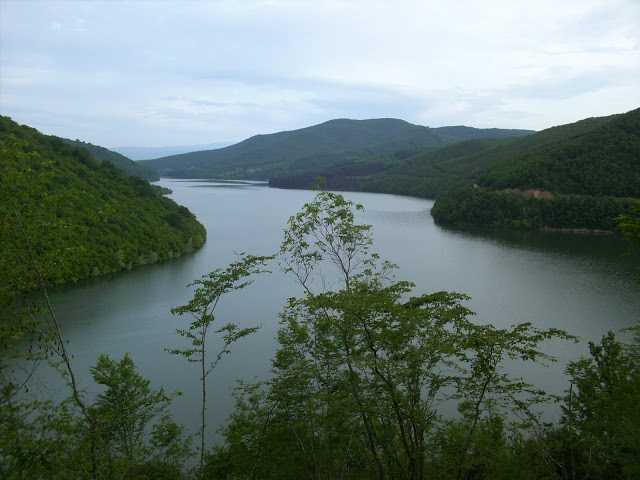
Pohled na jezero.

Batlavské jezero (albánsky Liqeni i Batllavës, srbsky Батлавско језеро/Batlavsko jezero) je umělé jezero v Kosovu. Nachází se na silnici z Lebanů do Podujeva. Je západo-východního tvaru. Jezero z obou stran obklopují husté lesy.
Kromě samotné říčky Batlava jej napájí také ještě potok Lab. Soutok obou řek byl zaplaven právě vznikem jezera.
Vzniklo přehrazením řeky Batlavy výstavbou přehrady v roce 1958. Jezero, které se rozprostírá mezi obcemi Orlan a Batlava je dlouhé 9 km, široké jeden kilometr a jeho rozloha činí okolo 10 km². Hluboké je 35 metrů. Využívá se k rekreaci, rybaření a je také zdrojem pitné vody, která je odtud posílána do Prištiny a Podujeva. Kvůli podinvestované infrastruktuře a vysokému odběru vody v obou kosovských městech však dochází k častému vyčerpání velkého množství vody z jezera a v letních měsících tak jeho hladina dramaticky klesá (roku 2008 o 17 metrů). 